# 乱視

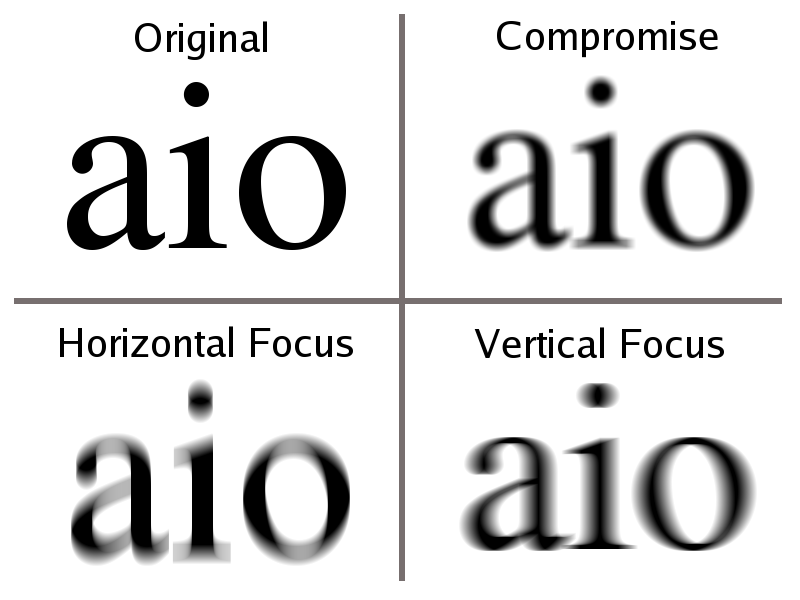
左上：正常な画像 右上：単純な近視
左下：A=0度の正乱視（直乱視） 右下：A=90度の正乱視（倒乱視）

乱視（らんし）は、目の屈折異常のひとつ。角膜や水晶体が歪んで回転体でなくなる事によって光の屈折がずれ、焦点が合わなくなる。
生物の目は完全ではないため万人が乱視の要素を持っているが、軽微な場合は問題がない事が多い。ものが多重に見えるなど視覚に問題が生じる場合は、屈折補正を要する。

## 正乱視

円柱レンズ

光が2か所で焦線を結ぶ乱視。ほとんどの乱視は正乱視に分類される。

### 症状
弱い乱視のみで近視のない者や乱視・近視ともに弱い者は、眼鏡等で矯正していなくても、近くについては眼が調節することによりまずまずの見え方が得られるので、自覚症状は遠くが見えづらいことが主となり、自覚症状や視力値だけでは近視と区別がつきにくい。
例えば、C -0.50D AX 180 の乱視があって近視がない者が遠くを見る場合、縦の線ははっきり見えても横の線は -0.50D だけボケて見える。しかし、同じ者が近くを見る場合は、もっともましな見え方になる調節度合いを眼が探すので、縦の線がはっきり見えるところと横の線がはっきり見えるところの中間、すなわち2箇所の焦線の中間に調節することにより、縦の線のボケは +0.25D、横の線のボケは -0.25D となる。つまりどの線も ±0.25D のボケで済み、それほど問題ない見え方となる。厳密には近くの見え方も乱視のない者ほど鮮明ではないが、本人はその見え方に慣れているので、近くの見えにくさを感じることは少ない。
弱い乱視と弱い遠視を併せ持っている者は、目が調節することにより遠くも近くもまずまずの見え方が得られるので、自覚症状はあまりない。例えば C -0.50D AX180 の乱視と S +1.00D の遠視を併せ持つ者は、遠くでも近くでも上述のように調節することにより ±0.25D のボケで済み、それほど問題ない見え方となる。実際には遠くの見え方も近くの見え方も乱視のない者ほど鮮明ではなく、もっともましな見え方になる調節の度合いを眼が常に探さなくてはならないため眼精疲労の原因になるが、本人はその見え方や疲れ方に慣れているので、自覚症状を訴えることは少ない。
むしろ軽度の乱視には利点があるとする考えもある。軽い乱視であれば生活上困らない程度の視力は得られるし、どの距離にも完全にはピントが合わない代わりに、幅広い距離に大体ピントが合うように感じる利点があるという。このことは、特に老視になった場合に利点となる。
しかし、C値の大きさが-1.00Dを超える強い乱視では、2箇所の焦線の中間に調節しても十分な見え方が得られず、遠くも近くも見えづらくなる。例えば C -2.00D の乱視を持つ者は、上述のように調節しても ±1.00D のボケを生じ、視力に問題を感じることになる。

### 検査

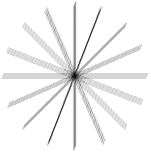
乱視表

視力検査では、放射状の線からなる乱視表を使って検査する。乱視なら、ピントが合っていない方向の線ははっきり見えるが、ピントが合っている方向の線はぼやけてあるいは二重に見える（ピントの合う合わないと線がぼやけるぼやけないは逆の関係にある）。正乱視の場合、最もはっきり見える線の方向（上下を0度とする）が乱視の軸角度となる。つまり、直乱視（A=0）なら縦線、倒乱視 (A=90) なら横線がはっきり見える。
ランドルト環（いわゆる「C」字）でも、乱視を検査できる。乱視ならば、環の切れ目の角度により視力に差が出る。ただし、正確な検査（特に軸角度）は難しいので、乱視表と併用するか、クロスシリンダーを使う。
クロスシリンダーは、2枚の円柱レンズを垂直に重ねた効果を持つ（1枚の）レンズで、裏返すと縦横が逆転するよう45度の角度に柄が付いている。乱視なら、クロスシリンダーの表と裏どちらを使ったかで視力に差が出る。また、クロスシリンダーをある角度にしたとき最も視力がよくなり、その角度で乱視の軸角度がわかる。

### 軸角度と度数
円柱レンズで補正できることから分かるように、乱視には方向がある。これを軸角度という。視力矯正の場合には軸角度をA(Axis)で表し、レンズの軸が水平方向の場合A=0度、鉛直方向の場合A=90度と決められている。A=0付近の乱視を直乱視、A=90付近の乱視を倒乱視、それ以外を斜乱視という。
レンズの強さ（度）はC値（cylindrical value）で呼ばれる。C = -0.50D、A = 77度の場合、矯正するレンズは
C -0.50 A 77
と表す。

### 矯正
乱視は、眼鏡、コンタクトレンズ（ハードコンタクトレンズもしくはトーリックのソフトコンタクトレンズ）、レーシックで矯正できる。
円柱レンズを使えば、乱視自体は矯正できる。円柱レンズによって正常視となる乱視を単性乱視という。
単性乱視でない場合は、円柱レンズによって近視または遠視となるので、さらに凹レンズまたは凸レンズによる矯正が必要になる。
この2枚のレンズの機能を1枚で果たすトーリックレンズを使うことが多いが、近視・遠視用コンタクトレンズと乱視用眼鏡を併用することもある。
通常のコンタクトレンズは角膜上で自由に回転するが、乱視用コンタクトレンズは角度を固定しなければならないため、特定の角度で安定する工夫がなされている。

#### 眼鏡による矯正
眼鏡では、弱い乱視は矯正しないことがある。眼鏡による乱視の矯正は、物が縦長、横長または菱形に歪んで見えることによる空間視の違和感を招くことがあるため、それを避けるためである。弱い乱視ならば矯正しなくても、近視を強めにあるいは遠視を弱めに矯正することにより問題ない見え方を得ることができる。例えば C -0.50Dの乱視があっても、近視を S -0.25D強く矯正すれば2か所の焦線の中間に眼が調節することにより小さな錯乱円が得られるので実用上問題ない視力が得られる。
強い乱視にあってはそのような処方では満足の行く視力が得られないので、違和感を覚悟の上で乱視矯正をすることになる。その場合でも、実際より弱くしか矯正しないことも多い。乱視を実際より弱くしか矯正しなくても、近視を強めにあるいは遠視を弱めに矯正すれば問題ない視力を得ることができる。
どの程度の乱視から矯正するか、どの程度まで矯正するかは、患者の要望やそれまでの矯正にもよる。例えば、患者が鮮明な見え方を強く望めば、通常ならば矯正しない程度の乱視でも矯正することになる。強い乱視があったとしても、それまでに矯正したことのない者ならば、まずは実際より弱い矯正から慣らしていくことになる。すでに乱視を矯正する眼鏡に慣れている者ならば、実際に近いところまで円柱度を強めても違和感を生じにくい。現在の測定結果だけを見れば矯正する必要がない程度の乱視であっても、過去にもっと乱視が強かったなどの理由で円柱度の入った眼鏡に慣れていれば、弱い円柱度を入れたほうがよいだろう。そのほうが慣れた眼鏡からの変化が少なく、また、現在の眼鏡よりわずかでも見え方が不鮮明になると見え方に不満が出やすいからである。
軸角度についても斜めの軸角度では違和感が強く出やすいので、90度か180度かいずれかに近ければ90度か180度ちょうどの処方にすることもある。見え方は劣るが、違和感を減らすことが期待できる。

#### ソフトコンタクトレンズによる矯正
乱視用ソフトコンタクトレンズでは、軸ずれにより見え方が不安定になることがある。すなわち、コンタクトレンズが角膜上で間違った角度に回転してしまうと、乱視を矯正していないときよりかえって見え方が悪くなってしまう。また、乱視用ソフトコンタクトレンズは乱視用でないものより厚く装用感に劣る。そのため、ソフトコンタクトレンズでは、弱い乱視を矯正しない傾向が眼鏡以上に強い。弱い乱視ならば矯正しなくても、近視を強めにあるいは遠視を弱めに矯正すれば問題ない視力が得られる。
上記のことを前提として、乱視用ソフトコンタクトレンズは弱い円柱度数のものを製造していない銘柄が多い。軸角度も数種類しか用意していない銘柄が多いので、実際とずれていても製品として存在する軸角度で近似して矯正する。

#### ハードコンタクトレンズによる矯正
ハードコンタクトレンズによる乱視矯正は眼鏡やソフトコンタクトレンズによる矯正とは考え方が異なる。眼鏡やソフトコンタクトレンズでは角膜や水晶体の歪みと反対の歪みをもつレンズを使うことで矯正するのに対して、ハードコンタクトレンズでは、歪んだ角膜の代わりに、角膜の上に乗せられたハードコンタクトレンズと患者の涙液が新たに歪みのない角膜の役割を果たすことにより乱視が矯正される。乱視を矯正しないとか実際より弱く矯正するとかいったことはなく、ハードコンタクトレンズを装用した時点で否応なく乱視が矯正されてしまう。水晶体の歪みによる分の乱視は矯正されずに残るが、通常、水晶体乱視は角膜乱視に比べて軽微なので、角膜乱視だけ矯正されれば問題ない視力が得られることが多い。

#### 白内障手術に伴う矯正
白内障手術の際に円柱度数を組み込んだ眼内レンズを埋め込めば、白内障と同時に乱視をも治すことが可能である。しかしながら、軽度の乱視はむしろ残したほうが利点があるともされ、必ずしも乱視を矯正するとは限らない。
白内障手術ではピント調節を担う水晶体を除去してピント調節のできない眼内レンズに置き換えるため、理論上はピント調節が全くできなくなる。遠くも近くも見えるとする多焦点眼内レンズもあるが、水晶体本来のピント調節能力とは異なるものである。しかしながら、白内障手術後にもある程度の調節力が残る患者が少なからずいることが知られ、この調節を偽調節という。偽調節は瞳孔のピンホール作用などによる部分もあるとされるが、軽い乱視のある患者で比較的に大きな偽調節が得られる傾向から、乱視による部分が大きいと考えられる。乱視によりどこにも完全には焦点ができない代わりに前後二つの焦線ができ、その間の範囲に大体ピントが合って感じるのである。乱視を残すことにより白内障手術により失われるピント調節力を補うことができるとして、およそ-0.5Dか0.75Dまでの乱視であれば、白内障手術の際にあえて矯正しないほうがよいとする考えがある。

## 不正乱視
正乱視がひとつの焦点に光を結ばずにふたつの焦線に結ぶ乱視であるのに対して、多数の焦点ができてしまう乱視が不正乱視である。角膜の異常により発生する事が多い。不正乱視がまったく無い人もほとんど居ないが、補正無しあるいは近視・遠視・正乱視のみの屈折補正で1.0以上の視力が出れば通常問題にしない。
ハードコンタクトレンズにより補正可能だが、コンタクトレンズが使用できない場合、屈折補正の効果が低い場合は外科手術を要する。